# Kościół Matki Boskiej Częstochowskiej w Krakowie (os. Szklane Domy)
Kościół Matki Boskiej Częstochowskiej i bł. Wincentego Kadłubka – rzymskokatolicki kościół parafialny oraz konwentualny cystersów znajdujący się w Krakowie, w dzielnicy XVIII Nowa Huta na osiedlu Szklane Domy 7 w Nowej Hucie.

## Historia
Pośrodku osiedla Szklane Domy, między dwiema wysokimi lipami, stoi krzyż. Przed 1949 rokiem biegła tędy, między polami, droga z Mogiły do Bieńczyc. W 1880 roku mieszkańcy Bieńczyc postawili przy niej drewniany krzyż który w 1932 wymieniono na betonowy. Budując Nową Hutę nie zniszczono go, pozostał na swoim miejscu, tak jak wiele kapliczek i krzyży w nowym mieście.
Pod koniec lat 70. XX wieku kardynał Karol Wojtyła postanowił podzielić olbrzymią parafię mogilską na dwie mniejsze i wystąpiono do władz o zezwolenie na budowę nowego kościoła. 26 sierpnia 1978 roku odprawiono pod krzyżem pierwszą mszę, a 25 grudnia 1979 biskup Albin Małysiak odprawił pierwszą pasterkę. Otrzymano zgodę na budowę kościoła i lokalizację na os. Szklane Domy. W dniu 21 marca 1981 biskup Stanisław Smoleński poświęcił plac na którym miała powstać świątynia. Budowę rozpoczęto w lipcu 1982 roku od postawienia kaplicy o pow. 400 m² (tzw. stara kaplica) oraz budynku w którym znalazły się pomieszczenia katechetyczne i cele dla zakonników. W dniu 10 maja 1983 roku kardynał Franciszek Macharski poświęcił kaplicę i uroczyście erygował nową parafię. 22 sierpnia 1984 rozpoczęto budowę nowego kościoła. Z czterech projektów świątyni, parafianie wybrali do realizacji pracę, której autorami byli Krzysztof Dyga oraz Andrzej Nasfeter.
Budynek nie jest olbrzymi, wkomponowany w zieleń i zbudowany z materiału, z którego postawiono nowohuckie bloki, z cegły. Tak jak wygląda kościół, tak wyglądała Nowa Huta do końca lat 60. XX wieku, kiedy otynkowano nowohuckie bloki. Świątynia ma  nowoczesną bryłę z charakterystycznym dachem, który, gdy patrzymy na budynek od frontu, daje niezwykły kształt – drzewo. Wejścia to korzenie i pień a dach to gałęzie, rozłożysta korona. Wnętrze nie jest podzielone na nawy, jak w tradycyjnych świątyniach, ale jest jedną surową ale jasną i przestronną halą. Narożniki kościoła zdobią posągi ewangelistów. Budowę ukończono w 1995 i 11 czerwca tegoż roku kardynał Franciszek Macharski dokonał konsekracji kościoła. W tym samym budynku znajdują się pomieszczenia klasztoru oraz Męskiego Liceum Ogólnokształcącego św. Bernarda oo. Cystersów. Na placu przed kościołem znajdują się pomniki ks. Jerzego Popiełuszki, prasy podziemnej okresu stanu wojennego oraz pomnik 25-lecia Solidarności.

## Organy
Organy firmy Stainmayer zamontowane zostały w 2004 roku – instrument przeniesiono z Norwegii. Skala klawiatur – manuały: C-a3; pedał: C-f1.
Kontuar usytuowany jest w lewej części chóru (patrząc z prezbiterium). Organista siedzi zwrócony prawym bokiem do ołtarza i ma widok na wnętrze świątyni. Rejestry pedału oraz manuału I i II rozmieszczone są na dwóch bocznych skrzydłach kontuaru. Powyżej klawiatur manuałowych znajdują się rejestry manuału III oraz rejestry dla poszczególnych połączeń. Poniżej manuału I oraz powyżej klawiatury pedałowej umieszczono włączniki dla wolnych i stałych kombinacji.
Organy posiadają elektryczną trakturę gry i rejestrów oraz wiatrownice stożkowe, obsługiwane przez dmuchawę elektryczną (brak urządzenia do kalikowania). Szafa ekspresyjna manuału III rozdysponowana jest na dwie części, umieszczone we wnękach ściennych po obu stronach prospektu.
Dyspozycja organów
Organy posiadają 50 głosów, w tym 10 głosów językowych.
| Manual I | Manual II | Manual III | Pedal |
| --- | --- | --- | --- |
| 1. Principal 16' 2. Gedackt-pommer 16' 3. Principal 8' 4. Silbermann Gamba 8' 5. Rörflöyte 8' 6. Oktav 4' 7. Kleingedackt 4' 8. Kvint 2 2/3' 9. Schwiegel 2' 10. Mixtur 1 1/3' 11. Trompet 8' | 1. Gedackt 8' 2. Kvintade 8' 3. Prestant 4' 4. Blockflöyte 4' 5. Nasat 2 2/3' 6. Oktav 2' 7. Ters 1 3/5' 8. Cymbel 1/2' 9. Viola 4' 10. Rörskamlei 8' | 1. Bordun 16' 2. Hornprincipal 8' 3. Flöyte 8' 4. Salicional 8' 5. Voix celeste 8' 6. Fugara 4' 7. Pastoral-flöyte 4' 8. Kvint 2 2/3' 9. Principal 2' 10. Ters 1 3/5' 11. Sifflöyte 1' 12. Plein jeu 2' 13. Fagott 16' 14. Trompet 8' 15. Oboe 8' 16. Klarine 4' | 1. Subbaβ 32' 2. Principal 16' 3. Violonbaβ 16' 4. Subbaβ 16' 5. Zartbaβ 16' 6. Oktavbaβ 8' 7. Gedackt 8' 8. Koralbaβ 4' 9. Rörpfeife 2' 10. Mixtur 4-fag 11. Basun 16' 12. Trompet 8' 13. Clairon 4' |
| Połączenia: II-Ped, I-Ped, III-Ped, Super III-Ped, Manual-koppler II-I, Manual-koppler III-I, Manual-koppler III-II, Super-koppler III-I, Super-koppler II, Super-koppler III, Subkoppler III Urządzenia dodatkowe: Tremolant M II, Tremolant M III. Włączniki pod klawiaturą manuału I: IV Ped Komb, III Ped Komb, II Ped Komb, I Ped Komb, Utloser, III-II, III-I, II-I, Valse ut, Super II-Ped, III-Ped, II-Ped, I-Ped, I Fri Komb, II Fri Komb, III Fri Komb, IV Fri Komb, V Fri Komb, PP, P, MF, F, Tutti. Włączniki nożne: IV Ped Komb, III Ped Komb, II Ped Komb, I Ped Komb, Utloser, III-II, III-I, II-I, Valse ut, Super II-Ped, III-Ped, II-Ped, I-Ped, I Fri Komb, II Fri Komb, III Fri Komb, IV Fri Komb, V Fri Komb, PP, P, MF, F, Tutti. Dźwignie nożne: Wałek Crescendo, Żaluzja Manuału III. | | | |

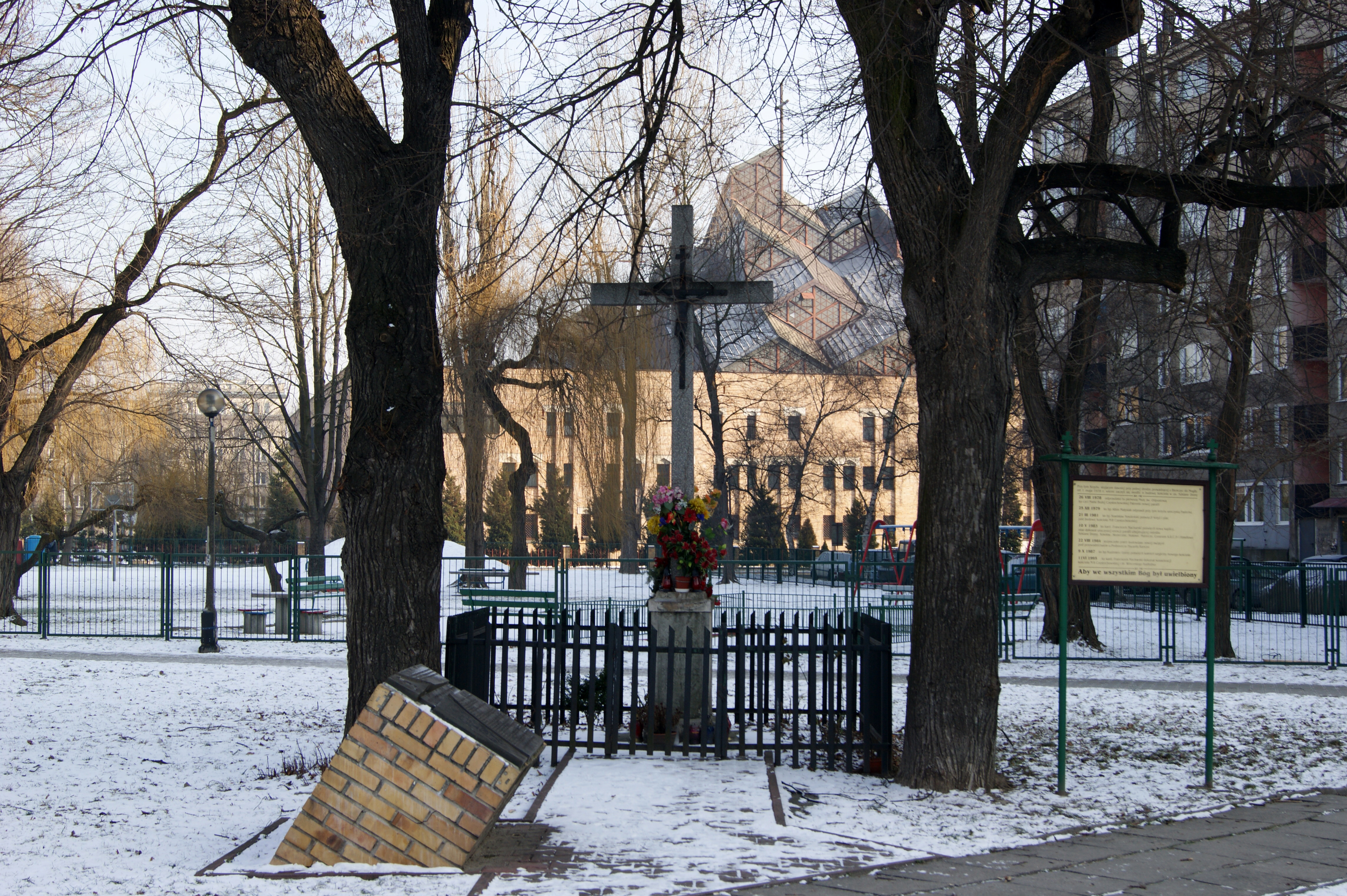
Krzyż na os. Szklane Domy, po prawej tzw. blok szwedzki
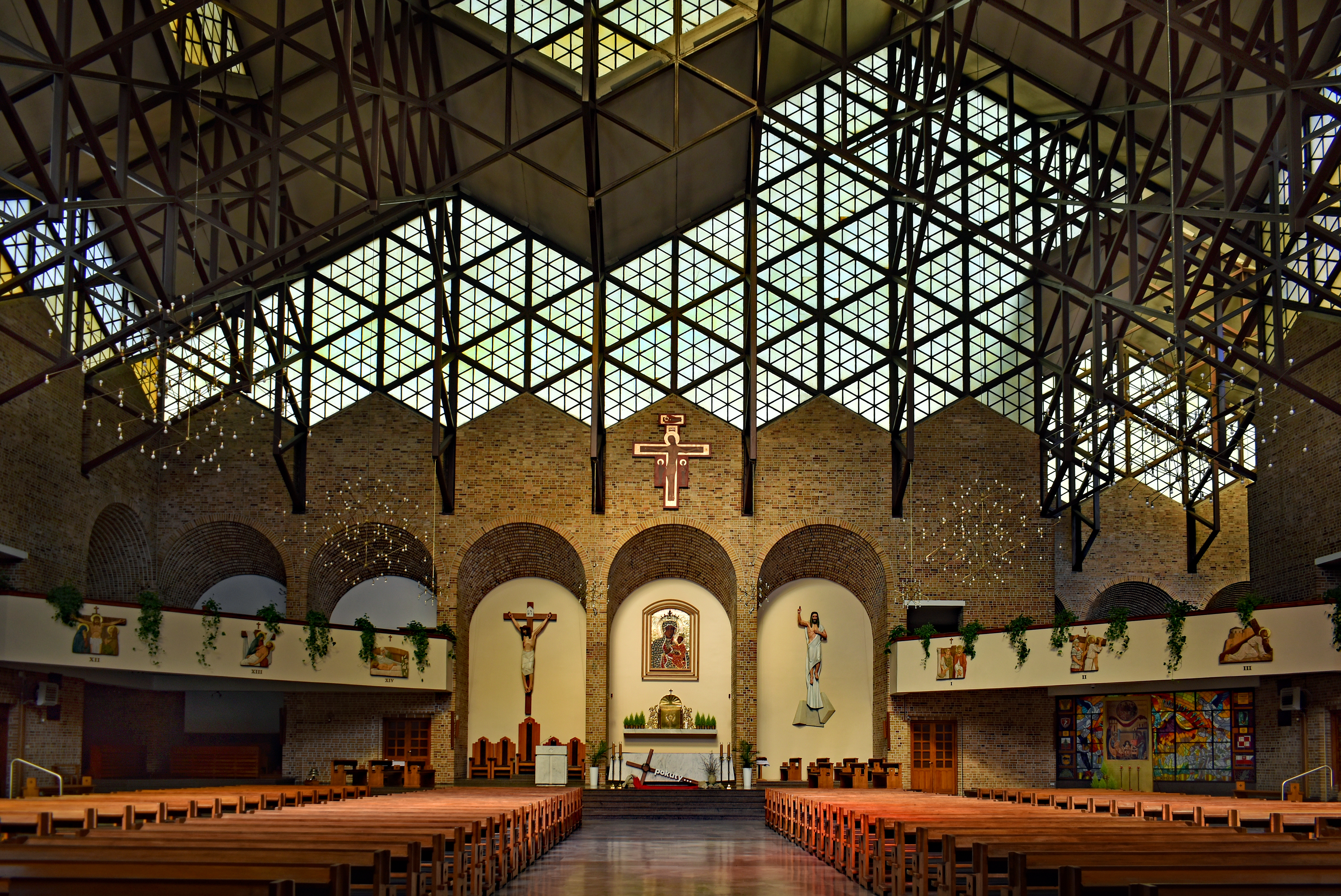
Wnętrze kościoła
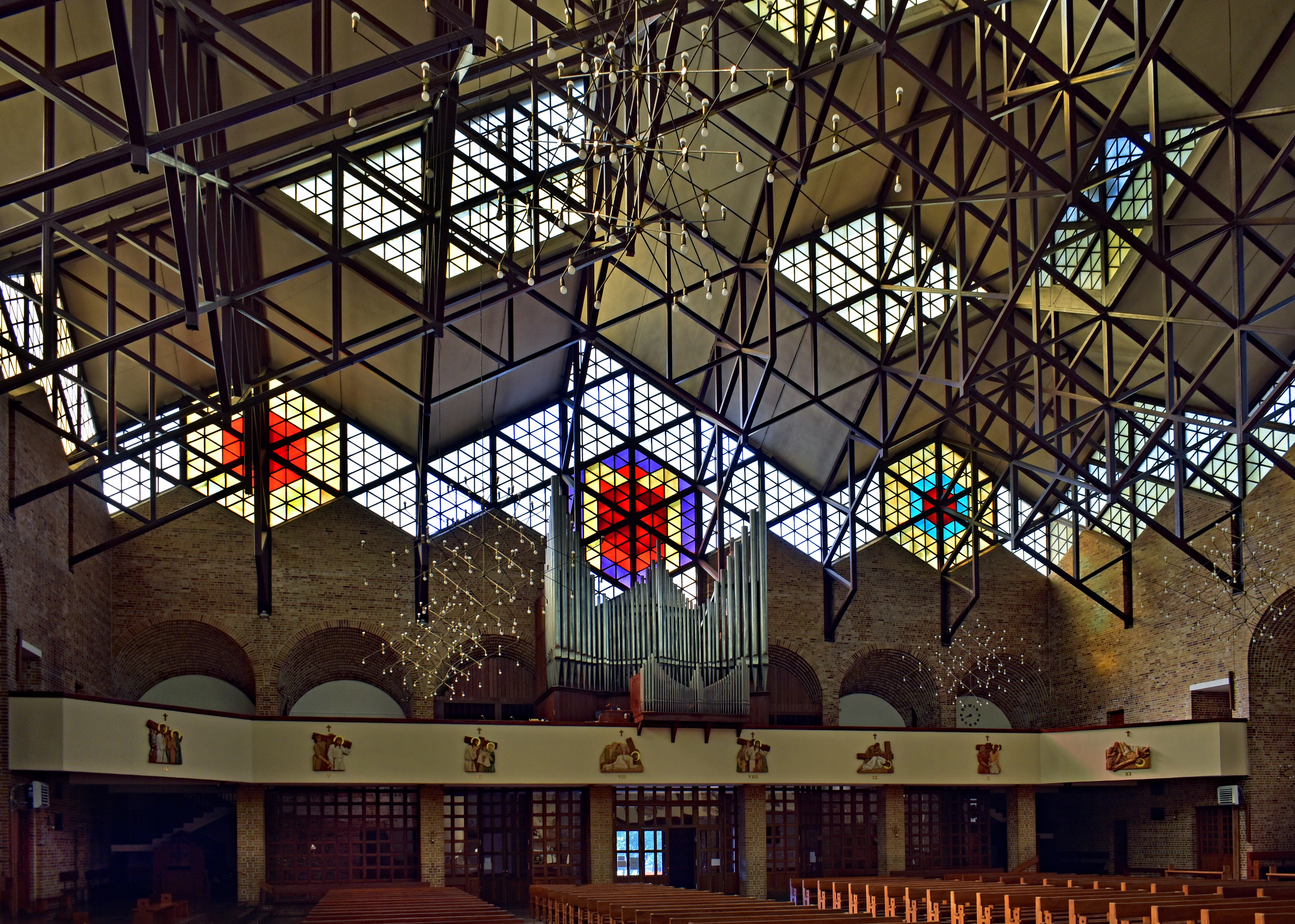
Wejście, organy
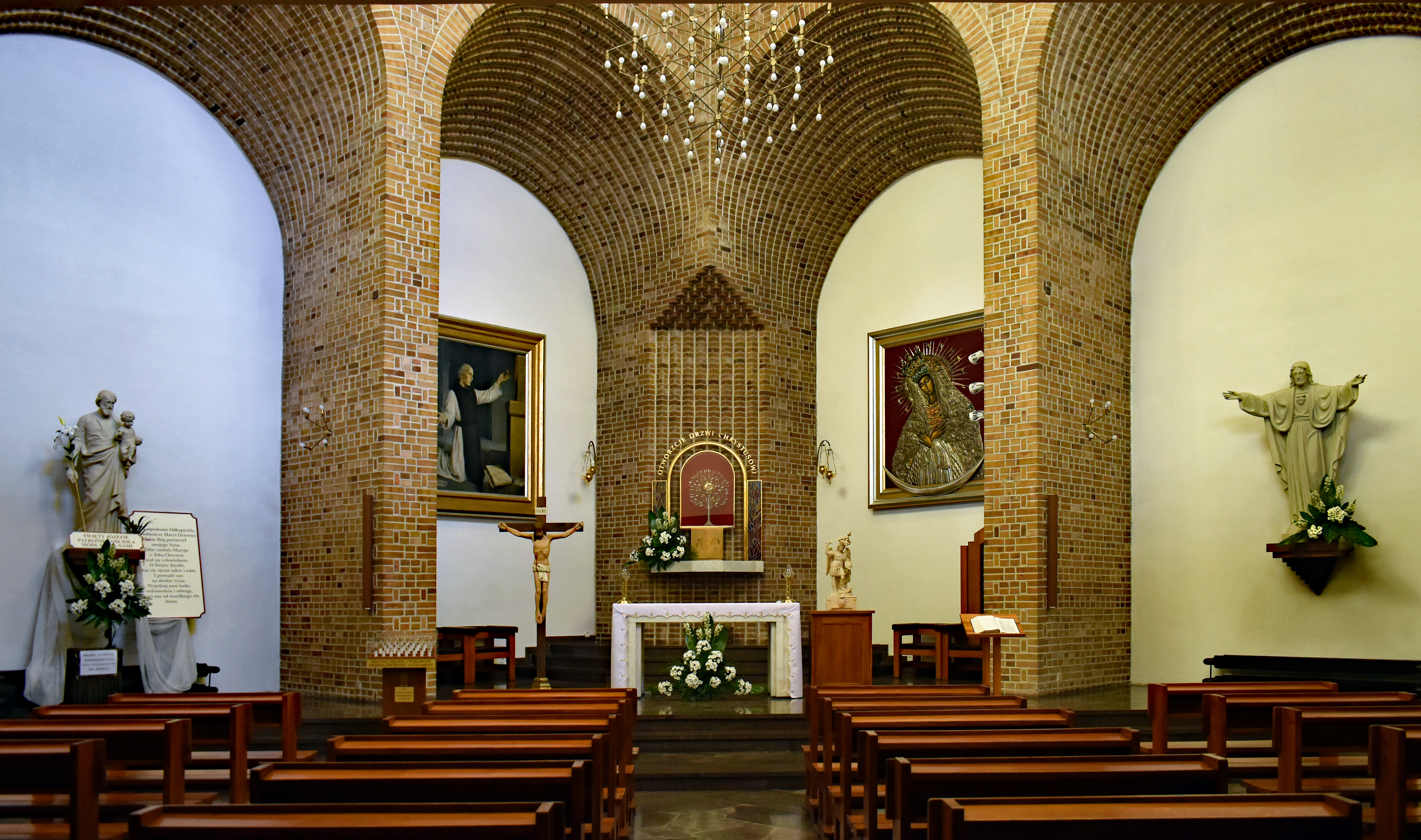
Kaplica bł. Wincentego Kadłubka
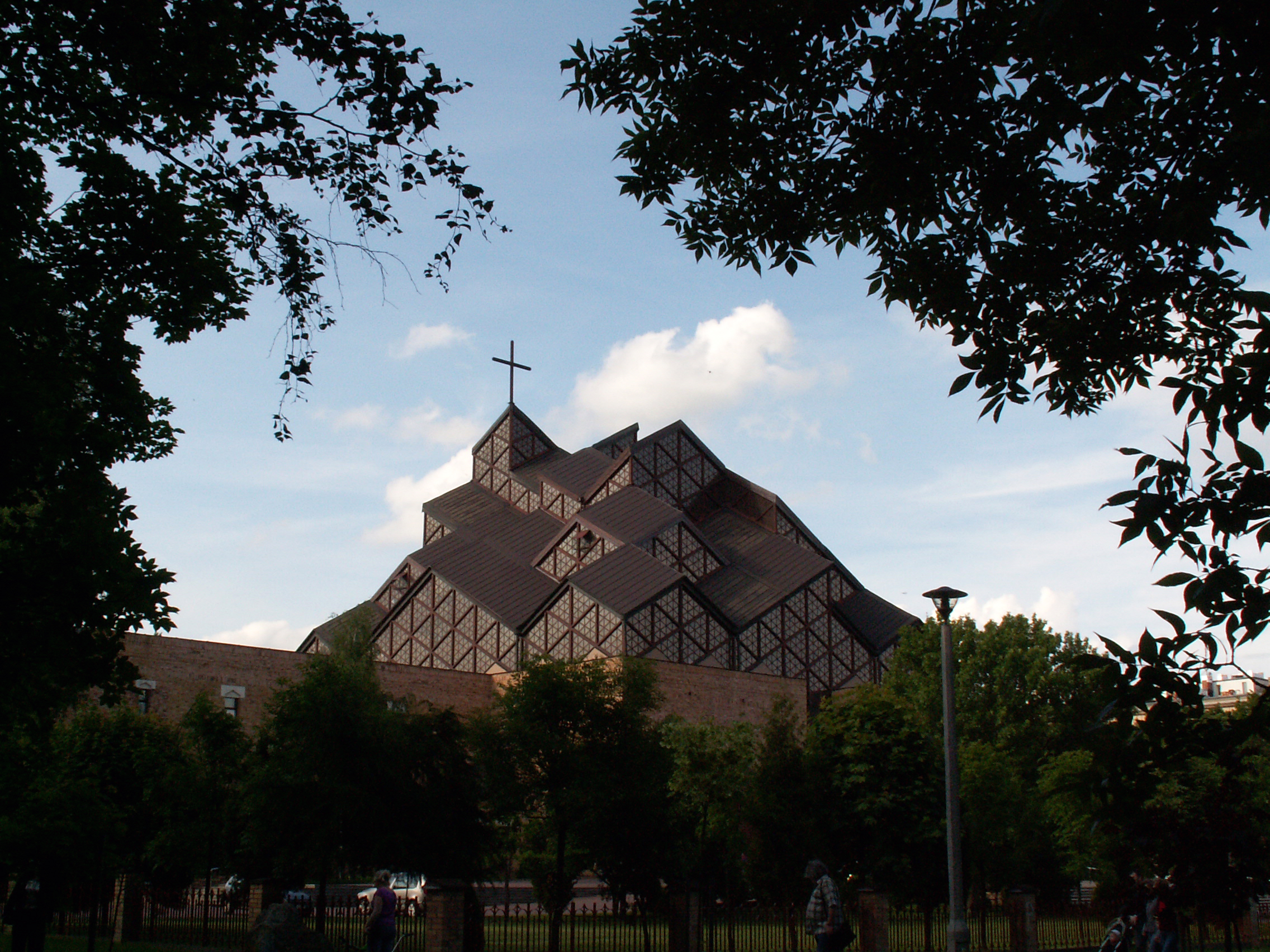
Charakterystyczny dach, widok z Parku Szwedzkiego
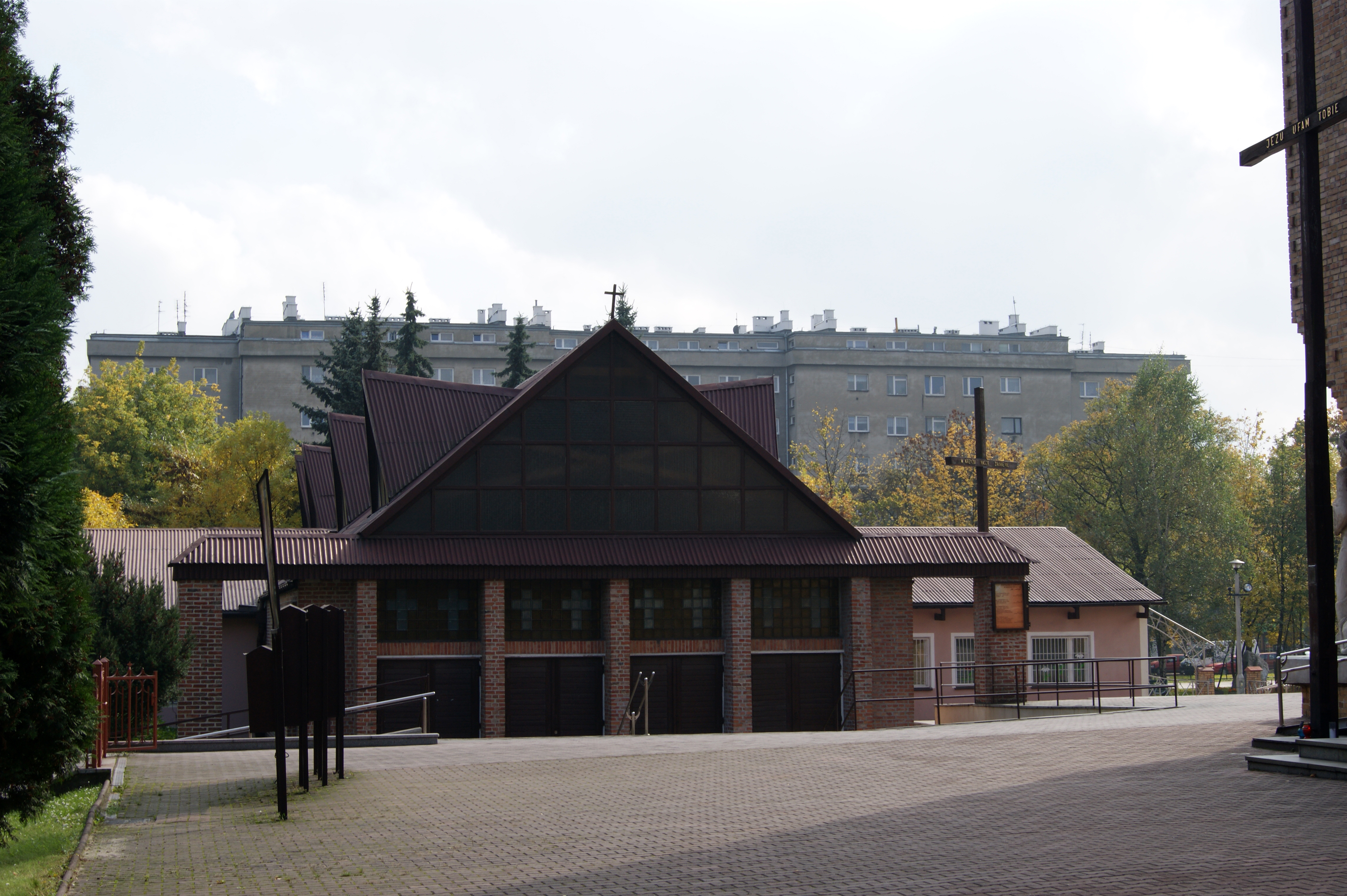
Dawna kaplica bł. Wincentego Kadłubka stara kaplica, obecnie księgarnia
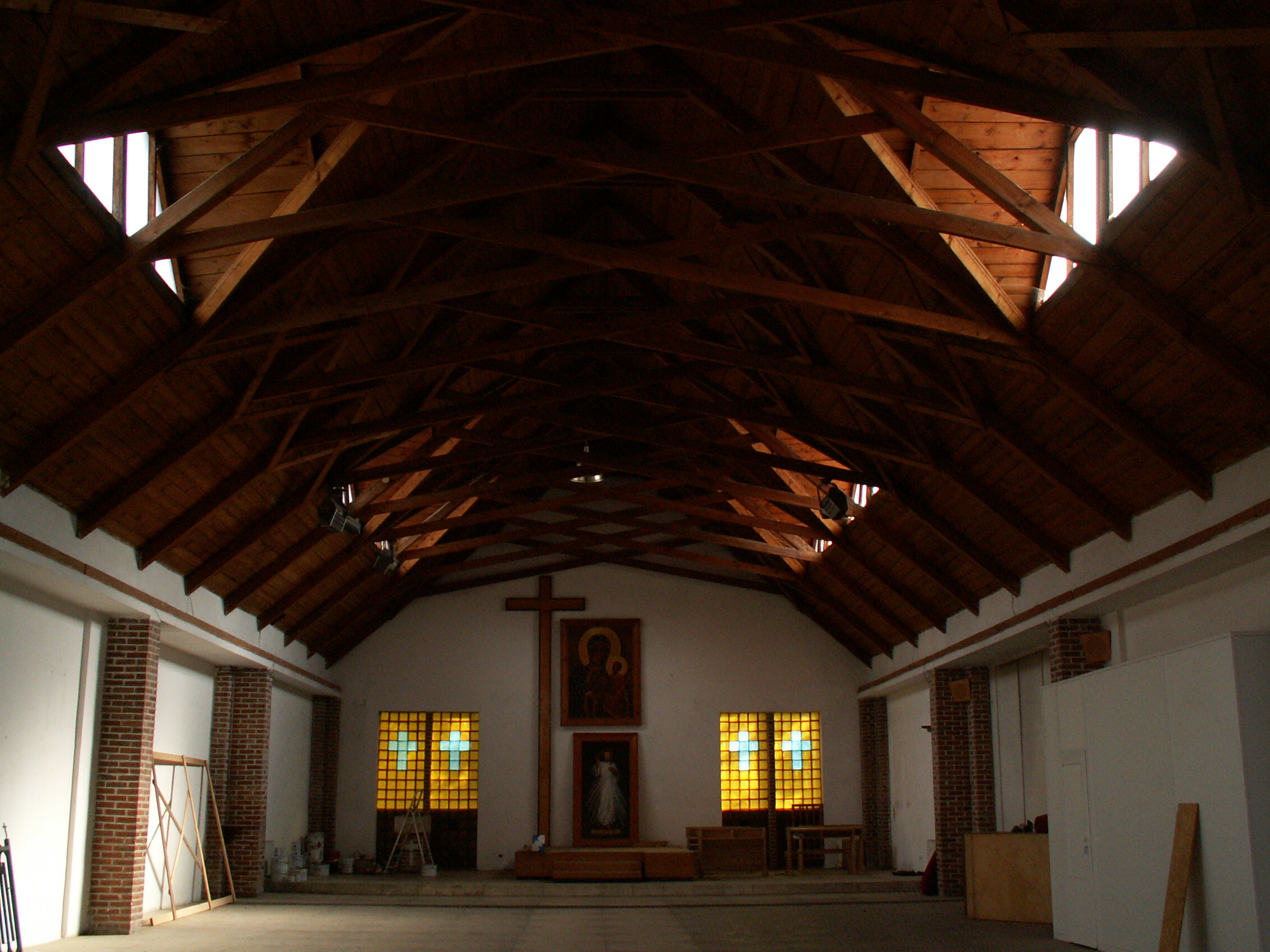
Stara kaplica wnętrze
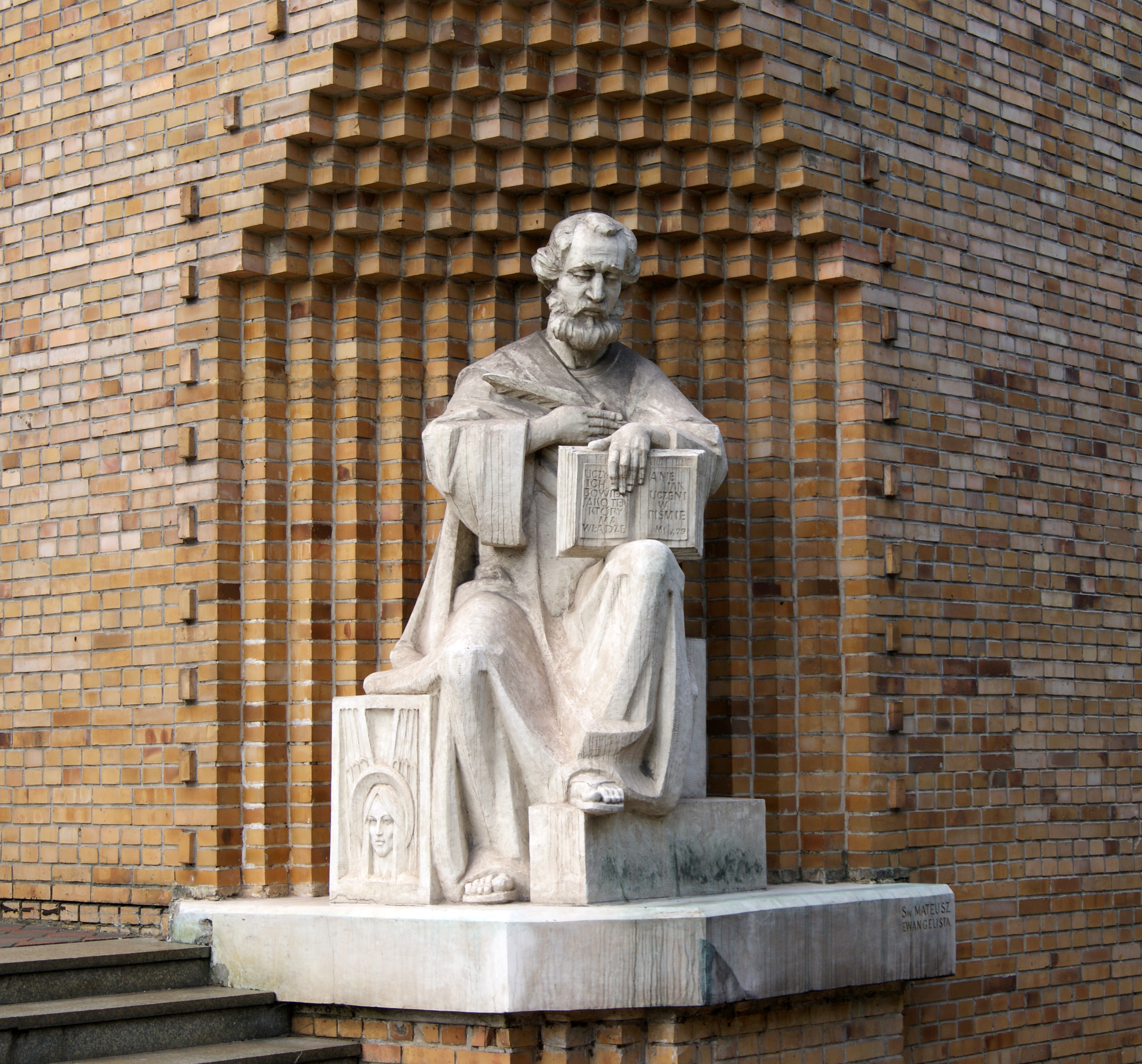
Św. Mateusz Ewangelista